# Евреинов, Иван Михайлович
Ива́н Миха́йлович Евре́инов (1694 — 3 февраля 1724) — русский морской геодезист и путешественник, исследователь Камчатки и Курильских островов.

## Биография
Приехал в Москву из Польши и крещён в православие. В 1714 году поступил в Школу математических и навигацких наук.
Затем, до 1718 учился в геодезическом классе Морской академии в Санкт-Петербурге. Экзамены за полный курс обучения сдал досрочно.

## Экспедиция Евреинова и Лужина
В 1719 году распоряжением Петра I совместно с Лужиным Ф. Ф. послан в секретную экспедицию. Официальной целью данной экспедиции было определение, есть ли пролив между Азией и Северной Америкой. Однако маршрут их экспедиции был иным. В 1720 прибыл в Охотск, на лодье «Восток» переправился на Камчатку и по суше дошёл до Нижнекамчатска. Произведя глазомерную съёмку полуострова, прошёл по морю вдоль Курильской гряды около 500 километров. Возле одного из Курильских островов судно было повреждено бурей, после этого экспедиция повернула назад. Экспедиция более точно определила очертания берегов Камчатки, относительно правильно показала направление Курильской гряды.
Из Охотска Евреинов отправился с отчетом императору. Преодолев всю Сибирь Евреинов приехал в Казань, где в мае 1722 представил Петру I отчёт и карту, которая впервые была основана на инструментальной съемке.
Евреинов и Лужин по дороге на Камчатку провели геодезическую съемку различных пунктов Сибири начиная от Тобольска до Камчатки и Курил. При этом они достигли удивительной для того времени точности при определении долгот, редко делая ошибки более минуты (во времени). Составленная ими карта сибирских земель, простирающаяся до Тихого океана, была первой русской картой, построенной на астрономических наблюдениях и имеющей сетку меридианов и параллелей. За начальный меридиан они взяли Тобольский меридиан. Их труд явился крупным вкладом в географию Сибири, Камчатки и Охотского моря.

## Память
- Мыс Евреинова на северном побережье Охотского моря[1].
- Гора Евреинова на северном побережье Охотского моря[1].
- Пролив Евреинова между островами Маканруши и Онекотан Большой гряды Курильских островов (название присвоено М. Д. Тебеньковым в первой половине XIX века)[1].